# Terametopon namibiensis
Terametopon namibiensis är en skalbaggsart som beskrevs av Miłosz A. Mazur 1993. Terametopon namibiensis ingår i släktet Terametopon och familjen stumpbaggar. Inga underarter finns listade i Catalogue of Life.